# Hololepis
 Hololepis  DC., 1810 è un genere di piante angiosperme dicotiledoni della famiglia delle Asteraceae.

## Etimologia
Il nome scientifico del genere è stato definito per la prima volta dal botanico Augustin Pyramus de Candolle  (1778-1841) nella pubblicazione " Annales du Museum National d'Histoire Naturelle. Paris" ( Ann. Mus. Natl. Hist. Nat. 16: 155, 189, t. 6) del 1810.

## Descrizione
Le specie di questa voce sono delle piante con cicli biologici perenni con habitus di tipo arbustivo o arboreo. I fusti sono ramificati normalmente. L'indumento è pubescente per peli simmetrici (tricomi) a forma di Y rovesciata. Gli organi interni di queste piante contengono lattoni sesquiterpenici.
Le foglie lungo il caule sono disposte in modo alterno con lunghi piccioli e guaine. La forma è intera e per lo più lanceolata più o meno stretta con apici acuti e base attenuata. I margini generalmente sono interi e piatti (non revoluti). La consistenza è coriaceae e scolorita. Le venature sono pennate o disposte in modo sublongitudinale.
Le infiorescenze, ascellari, sono formate da singoli capolini lungamente peduncolati. Le infiorescenze sono avvolte da circa 8 subinvolucrali brattee fogliacee filiformi e trinervate. I capolini sono composti da un involucro campanulato formato da circa 30 brattee debolmente embricate su 4 - 5 serie che fanno da protezione al ricettacolo sul quale s'inseriscono i fiori tubulosi. Le brattee sono persistenti e pubescenti. Il ricettacolo è formato da spine lineari (è fimbriato).
I fiori, da 25 a 35 per capolino, sono tetra-ciclici (ossia sono presenti 4 verticilli: calice – corolla – androceo – gineceo) e pentameri (ogni verticillo ha in genere 5 elementi). I fiori sono inoltre ermafroditi e actinomorfi (raramente possono essere zigomorfi).
- Formula fiorale:

*/x K {\displaystyle \infty }, [C (5), A (5)], G 2 (infero), achenio
- Calice: i sepali del calice sono ridotti ad una coroncina di squame.
- Corolla: le corolle sono formate da un tubo terminante in 5 lobi laticiferi; il colore è porpora; la superficie è pubescente.
- Androceo: gli stami sono 5 con filamenti liberi e distinti, mentre le antere sono saldate in un manicotto (o tubo) circondante lo stilo.[11] Le antere, sagittate e sprovviste di ghiandole, hanno le code lobate; le appendici apicali in genere sono glabre e indurite. Il polline è tricolporato (con tre aperture sia di tipo a fessura che tipo isodiametrica o poro), echinato (con punte) e non "lophato".[12]
- Gineceo: lo stilo è filiforme e privo di nodi. Gli stigmi dello stilo sono due divergenti con la superficie stigmatica posizionata internamente (vicino alla base). La pubescenza è del tipo a spazzola con peli da appuntiti a ottusi.[13] L'ovario è infero uniloculare formato da 2 carpelli.

I frutti sono degli acheni con pappo. Gli acheni, a forma più o meno prismatica, hanno 4 coste/angoli con la superficie glabra. All'interno si può trovare del tessuto di tipo idioblasto e rafidi di tipo subquadrato; raramente è presente il tessuto tipo fitomelanina. Il carpopodium (carpoforo) è prominente. Il pappo, 2-3-seriato, è formato da setole piatte e persistenti

## Biologia
- Impollinazione: l'impollinazione avviene tramite insetti (impollinazione entomogama tramite farfalle diurne e notturne).
- Riproduzione: la fecondazione avviene fondamentalmente tramite l'impollinazione dei fiori (vedi sopra).
- Dispersione: i semi (gli acheni) cadendo a terra sono successivamente dispersi soprattutto da insetti tipo formiche (disseminazione mirmecoria). In questo tipo di piante avviene anche un altro tipo di dispersione: zoocoria. Infatti gli uncini delle brattee dell'involucro si agganciano ai peli degli animali di passaggio disperdendo così anche su lunghe distanze i semi della pianta.

## Distribuzione e habitat
La distribuzione delle piante di questa voce è relativa al Brasile.

## Tassonomia
La famiglia di appartenenza di questa voce (Asteraceae o Compositae, nomen conservandum) probabilmente originaria del Sud America, è la più numerosa del mondo vegetale, comprende oltre 23.000 specie distribuite su 1.535 generi, oppure 22.750 specie e 1.530 generi secondo altre fonti (una delle checklist più aggiornata elenca fino a 1.679 generi). La famiglia attualmente (2021) è divisa in 16 sottofamiglie.

### Filogenesi
Le specie di questo gruppo appartengono alla sottotribù Lychnophorinae descritta all'interno della tribù Vernonieae Cass. della sottofamiglia Vernonioideae Lindl.. Questa classificazione è stata ottenuta ultimamente con le analisi del DNA delle varie specie del gruppo. Da un punto di vista filogenetico in base alle ultime analisi sul DNA la tribù Vernonieae è risultata divisa in due grandi cladi: Muovo Mondo e Vecchio Mondo. I generi di Lychnophorinae appartengono al clade relativo all'America.
La sottotribù, e quindi i suoi generi, si distingue per i seguenti caratteri:
- le infiorescenze raramente sono spicate (a forma di spiga);
- i capolini in genere sono grandi;
- le corolle sono prive di ghiandole stipitate;
- il polline non è "lophato";
- negli acheni sono sempre presenti i rafidi di tipo subquadrato.

In precedenza la tribù Vernonieae, e quindi la sottotribù (Lychnophorinae) di questo genere, era descritta all'interno della sottofamiglia Cichorioideae. Il genere di questa voce in passato era descritto nella sottotribù Sipolisiinae. Nell'ambito della tribù, la sottotribù Lychnophorinae occupa, da un punto di vista filogenetico, una posizione vicina al "core" (si è evoluta tardivamente rispetto alle altre sottotribù) ed è vicina alle sottotribù Vernoninae e Chrestinae. Questo genere, nella filogenesi della sottotribù, occupa una posizione centrale e fa parte di un gruppo comprendente i generi Lychnocephalus Mart. ex DC., Prestelia Sch. Bip. e la specie Lychnophora damazioi Beauverd.
I caratteri distintivi per le specie di questo genere ( Hololepis) sono:
- la superficie è del tipo lepidota (lucente e liscia);
- gli acheni sono privi di fitomelanina, ma hanno dei rafidi subquadrati;

### Elenco delle specie
Questo genere ha 2 specie:
- Hololepis hatschbachii H.Rob.
- Hololepis pedunculata  (Pers.) DC.

Le due specie sono distinte dai seguenti caratteri:
- H. hatschbachii: la forma delle brattee subinvolucrali varia da lineare a ellittica; il pappo ha delle setole rossastre.
- H. pedunculata: la forma delle brattee subinvolucrali è ovata; il pappo ha delle setole straminose (simili alla paglia).